# F-19 Stealth Fighter
Pour les articles homonymes, voir F19.
F-19 Stealth Fighter est un jeu vidéo de simulation de vol de combat conçu par Sid Meier et Andy Hollis et publié par MicroProse en 1988 sur IBM PC puis porté en 1990 sur Amiga et Atari ST. Le jeu est un remake de Project Stealth Fighter, publié par MicroProse sur Commodore 64 et ZX Spectrum en 1987,,. Le joueur y pilote un avion de chasse fictif de l’armée des États-Unis au cours de missions se déroulant en Libye, dans le golfe Persique, en Norvège et en Europe centrale dans le contexte de la guerre froide. À sa sortie, il est acclamé par la presse spécialisée,. Il a bénéficié d’une suite, F-117A Nighthawk Stealth Fighter 2.0, publiée en 1991.

## Accueil
| F-19 Stealth Fighter |      |       |
| Média                | Pays | Notes |
| Gen4                 | FR   | 86 %  |
| Joystick             | FR   | 96 %  |